# ツァーリ・プーシュカ

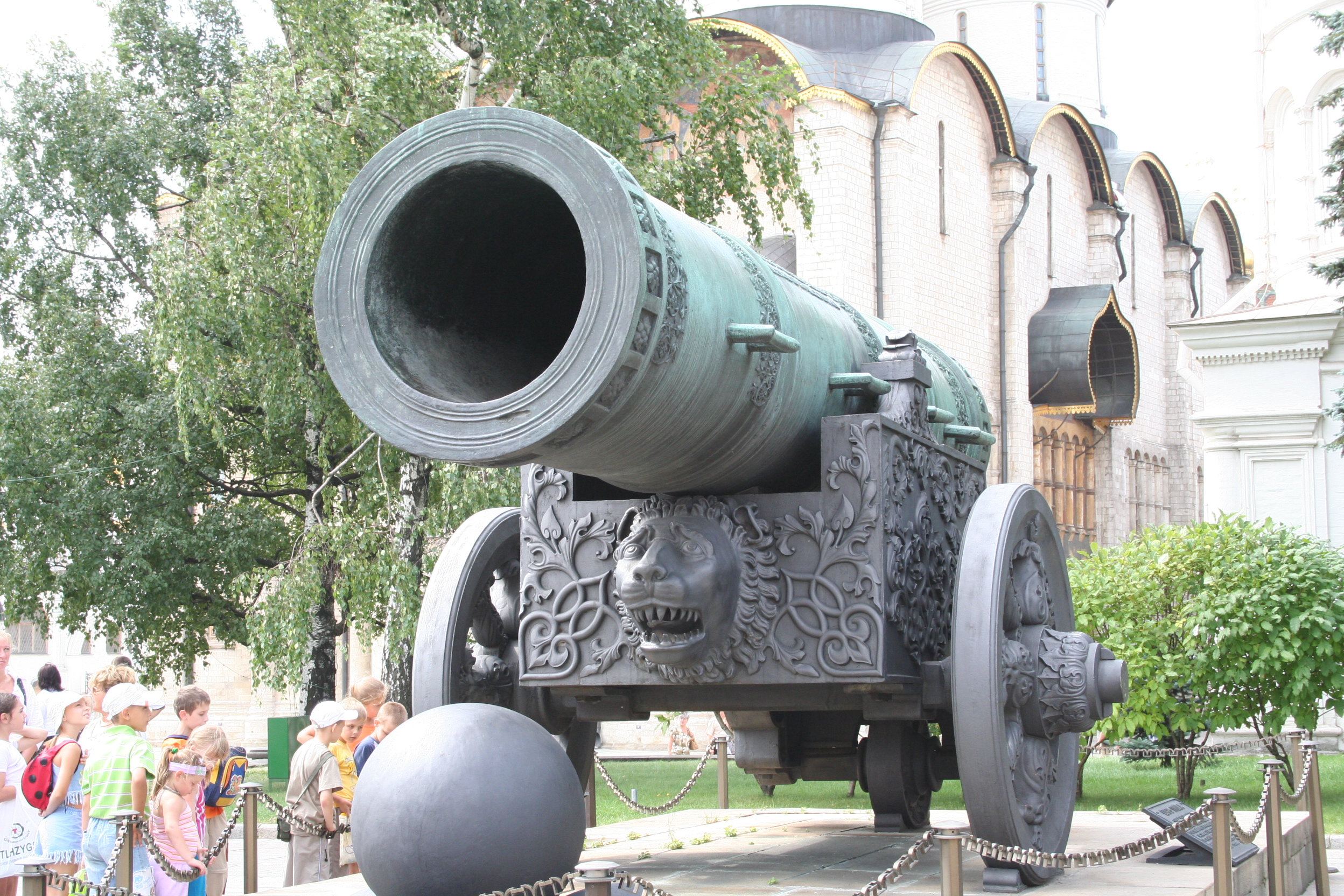
クレムリン宮殿に展示されているツァーリ・プーシュカと砲弾。砲架にはライオンの頭部が彫られている。

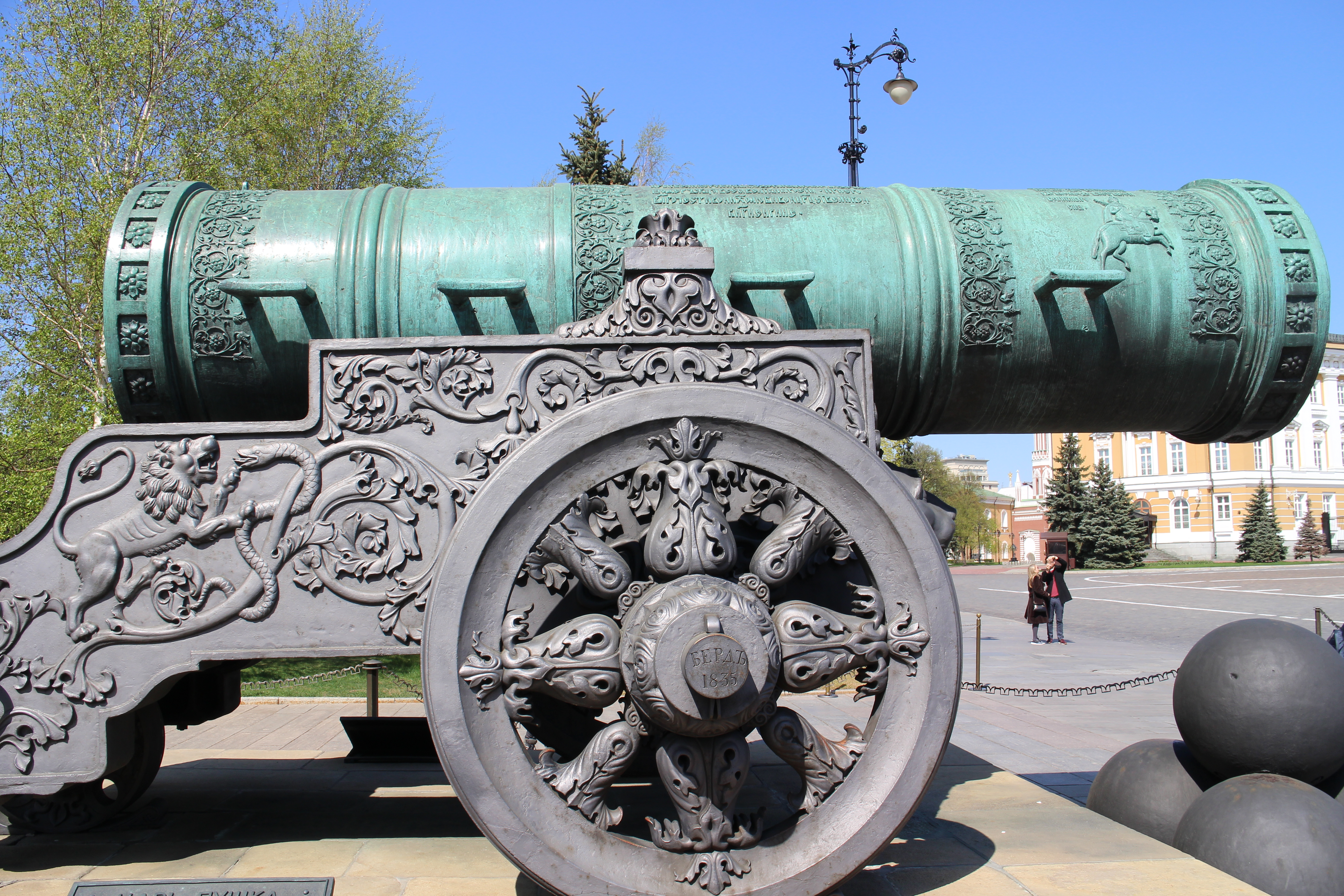
側面から見たツァーリ・プーシュカ

ツァーリ・プーシュカ（ロシア語: Царь-пушка、「大砲の皇帝」の意）は、ロシア・モスクワのクレムリン宮殿に展示されている大砲である。1586年にロシアの鋳造職人アンドレイ・チョーホフによって製作された。重量約18トン、全長5.34メートル、口径890ミリメートル、外径1,200ミリメートルという大きさは榴弾砲史上最大の口径であり、ギネスブックにも記載されている。
この砲は戦時にぶどう弾を発射し、クレムリンを防衛するために造られた。ただ、実際に使用されたことは一度もなく、当初から軍事力や軍事技術の誇示が目的であったという見方もある。
表面には浮彫が施されており、その中には馬上の皇帝フョードル・イヴァーノヴィチの姿を描いたものもある。本来の木造の砲架は19世紀初頭に作られたが、1812年に焼失してしまった。新しい砲架、ならびに鋳鉄の砲弾は1835年に完成した。ツァーリ・プーシュカのそばに置かれているこの砲弾も、実用を意図して作られたものではないとされ、実のところツァーリ・プーシュカの口径よりもわずかに大きい。
現在、ツァーリ・プーシュカはクレムリン内大聖堂広場において、ツァーリ・コロコルの隣に展示されている。

## 脚註
1. ↑  鉄球数個から構成される散弾